# سييغو كوباياشي
سييغو كوباياشي (باليابانية: 小林 成豪) (8 يناير 1994 في كوبه في اليابان – )؛ هو لاعب كرة قدم ياباني سابق كان يلعب كلاعب وسط.

## وصلات خارجية
- سييغو كوباياشي على موقع رابطة كرة القدم اليابانية للمحترفين (اليابانية)
- سييغو كوباياشي على موقع قاعدة بيانات كرة القدم.إي يو (الإنجليزية)
- سييغو كوباياشي على موقع Soccerway.com (الإنجليزية)
- سييغو كوباياشي على موقع عالم كرة القدم.نت (الإنجليزية)
- سييغو كوباياشي على موقع كووورة